# Pont de Campanar (Valence)
Le pont de Campanar (Puente de Campanar en espagnol) est l'un des nombreux ponts de Valence.
Construit entre 1932 et 1937, il relie l'Avenida de Pérez Galdós à l'Avenida del Maestro Rodrigo. En principe, il servait de lien entre la ville de Valence et la ville de Campanar qui, bien que liée à Valence, était encore loin de l'intérieur de la ville à cette époque. Après l'inondation de 1957, il a dû être reconstruit en 1958.
C'est un pont construit en béton, avec une conception très simple et qui remplit parfaitement le but pour lequel il a été construit. C'est l'œuvre de l'ingénieur municipal Arturo Piera.